# And I Love You So (album Elvisa Presleya)
And I Love You So – album koncertowy Elvisa Presleya, zawierający koncert, który odbył się 27 kwietnia 1977 r. w Milwaukee w Wisconsin).

## Lista utworów
1. "Also sprach Zarathustra"
2. "See See Rider"
3. "I Got a Woman – Amen"
4. "Love Me"
5. "If You Love Me"
6. "You Gave Me a Mountain"
7. "Jailhouse Rock"
8. "’O sole mio – It’s Now or Never"
9. "Little Sister"
10. "Teddy Bear – Don’t Be Cruel"
11. "And I Love You So"
12. "My Way
13. "Polk Salad Annie"
14. "Band Introductions"
15. "Early Morning Rain
16. "What’d I Say"
17. "Johnny B. Goode"
18. "Drum solo"
19. "Bass Solo"
20. "Piano solo"
21. "Electric Keyboard solo"
22. "Hail Hail Hail Rock and Roll"
23. "Hurt"
24. "Hound Dog"
25. "Can’t Help Falling in Love"